# Gynoplistia chathamica
Gynoplistia chathamica är en tvåvingeart som beskrevs av Alexander 1924. Gynoplistia chathamica ingår i släktet Gynoplistia och familjen småharkrankar. Inga underarter finns listade i Catalogue of Life.